# 網紋兵鯰
網紋兵鯰，為輻鰭魚綱鯰形目美鯰科的其中一種，為熱帶淡水魚。分布於南美洲亞馬遜河下游流域，體長可達6.1公分，棲息在沙泥底層水域，屬雜食性，以蠕蟲、甲殼類、昆蟲與植物為食，生活習性不明，可做為觀賞魚。

## 扩展阅读
維基物種上的相關：網紋兵鯰